# Parafia św. Brata Alberta Chmielowskiego w Sędziszowie
Parafia św. Brata Alberta Chmielowskiego – parafia rzymskokatolicka w Sędziszowie. Erygowana w 1985 z parafii Świętych Apostołów Piotra i Pawła w Sędziszowie. Należy do dekanatu sędziszowskiego diecezji kieleckiej.

## Historia
Gdy w latach 70. XX wieku w Sędziszowie powstały dwa nowe osiedla mieszkaniowe w których zamieszkali głównie pracownicy Fabryki Kotłów „Sefako” proboszcz parafii św. Piotra i Pawła ks. kan. Stanisław Warchala rozpoczął starania o budowę nowego kościoła. 1 czerwca 1985 roku erygowano nową parafię wydzielając ją z dwóch parafii: Parafii św. Piotra i Pawła oraz Parafii św. Marcina w Tarnawie. Nabożeństwa zaczęto odprawiać już w 1983 roku, a przez rok (1984) wierni spotykali się na nabożeństwa przy małej kapliczce i w dostawionym do niej wypożyczonym foliowym tunelu ogrodniczym, w 1985 roku zbudowano drewnianą kaplicę. Kamień węgielny pod nowy kościół poświęcił w 1992 roku ks. bp Stanisław Szymecki. Budowę kościoła według projektu prof. Józefa Gierczaka rozpoczęto w 1989 roku, a został on konsekrowany 29 października 2000 roku. 

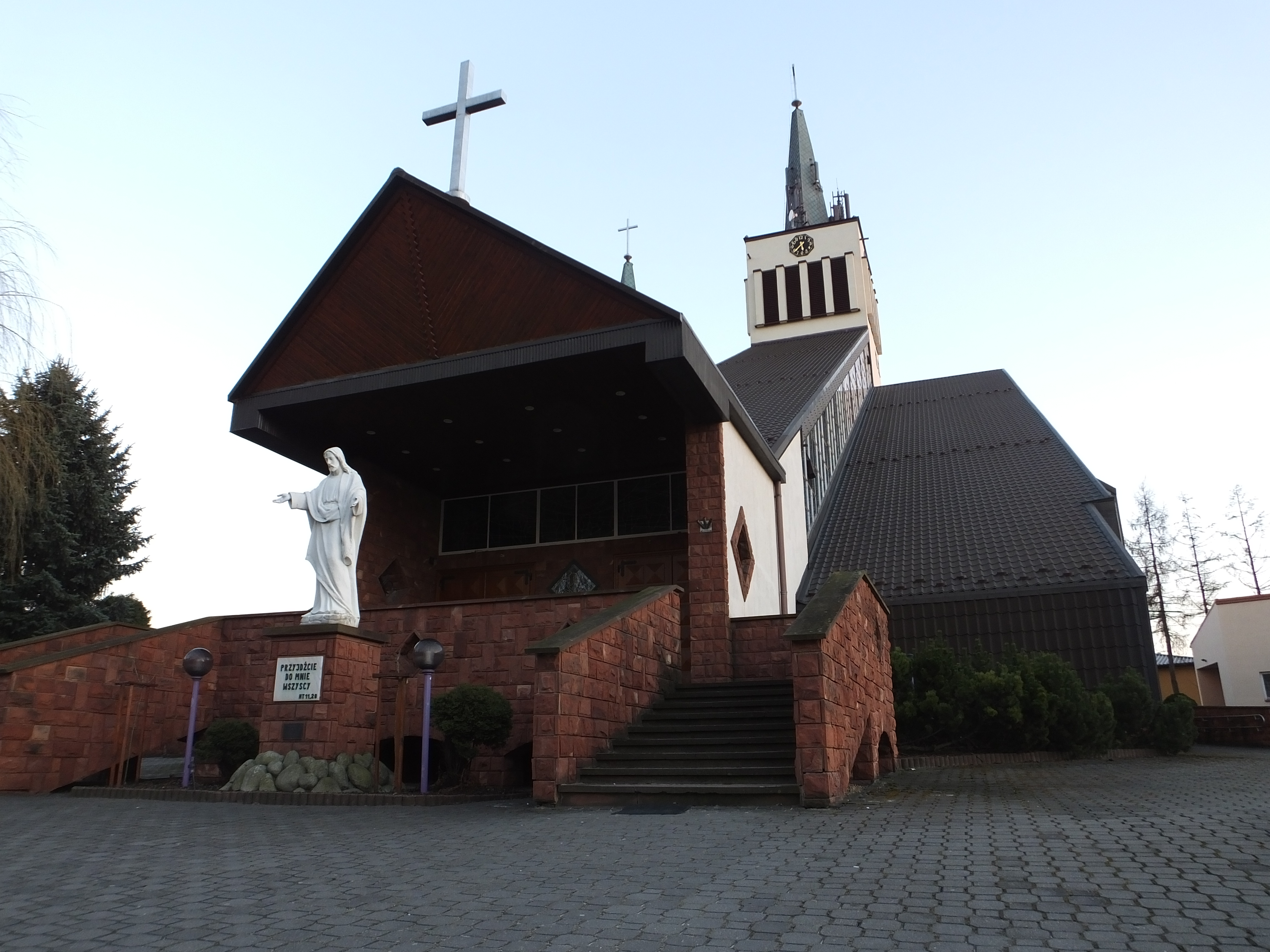
Kościół parafialny pw. św. Brata Alberta w Sędziszowie

## Proboszczowie
- ks. Marian Haczyk (1983–2020)[4]
- ks. Jan Kopeć